# Leposavić
Leposavić (in albanese Leposaviq o Albaniku; in serbo Лепосавић?, Leposavić) è una città del Kosovo (territorio conteso). Fa parte del Kosovo del nord, una regione a maggioranza serba.
Con il suo 97-98% di popolazione serbo, il comune con la più alta maggioranza di popolazione serba di tutto il Kosovo.

## Geografia antropica

### Suddivisioni amministrative
La municipalità si divide nei seguenti villaggi:
Bare, Belo Brdo, Beluće, Berberište, Bistrica, Borova, Borčane, Brzance, Vitanoviće, Vračevo, Vuča, Gnježdane, Gornji Krnjin, Graničane, Grkaje, Guvnište, Gulije, Desetak, Dobrava, Donje Isevo, Donji Krnjin, Dren, Duboka, Zabrđe, Zavrata, Zemanica, Zrnosek, Ibarsko Postenje, Jarinje, Jelakce, Jošanica, Kajkovo, Kamenica, Kijevčiće, Koporiće, Kostin Potok, Košutica, Košutovo, Kruševo, Kruščica, Kutnje, Lazine, Leposavić, Lešak, Lozno, Majdevo, Mekiniće, Miokoviće, Mioliće, Mošnica, Ostraće, Plakaonica, Planinica, Popovce, Potkomlje, Pridvorica, Rvatska, Rodelj, Rucmance, Seoce, Slatina, Sočanica, Tvrđan, Trebiće, Trikose, Ćirkoviće, Ulije, Ceranja, Crveni, Crnatovo e Šaljska Bistrica.

## Amministrazione

### Gemellaggi
- Carapelle, dal 2000